# Ipomoea haenkeana
Ipomoea haenkeana är en vindeväxtart som beskrevs av Jacques Denys Denis Choisy. Ipomoea haenkeana ingår i släktet praktvindor, och familjen vindeväxter. Inga underarter finns listade i Catalogue of Life.